# Железнодорожные тигры
«Железнодорожные тигры» — китайский комедийный боевик режиссёра Дин Шэна с Джеки Чаном в главной роли. Премьера в Китае состоялась 23 декабря 2016 года. Это фильм о работнике железной дороги, который возглавил команду борцов за свободу, сопротивлявшихся японской оккупации Китая во время Второй мировой войны.

## Сюжет
В декабре 1941 года Япония расширяет оккупацию стран Юго-Восточной Азии. Железная дорога Тяньцзинь-Нанкин в Восточном Китае становится ключевым военно-транспортным маршрутом, тщательно охраняемым японскими солдатами. Работник железной дороги Ма Юань возглавил команду борцов за свободу. Используя свои глубокие знания железнодорожных сетей, он со своими людьми проводит акции саботажа - устраивает засады на японских солдат и ворует их запасы, чтобы накормить голодающих китайцев. Хотя у его команды нет собственного оружия, они используют все что попадется под руку, включая лопаты, шпалы и обломки от старых поездов. Местные называют их «железнодорожными тиграми». «Тигры» узнали о неудачной попытке китайских солдат провести диверсию. Единственный выживший солдат рассказал что эту диверсию необходимо совершить в течение ближайших нескольких дней. Это вызов для Ма Юаня и он начинает свою самую опасную миссию - взорвать тщательно охраняемый железнодорожный мост. Когда японцы узнали о сокрушительном плане, который может сорвать их военные усилия, ставки поднялись еще выше.

## В ролях
| Актёр          | Роль                     |
| -------------- | ------------------------ |
| Джеки Чан      | Ма Юань                  |
| Хуан Цзытао    | Да Хай                   |
| Ван Кай        | Фань Чуань               |
| Даррен Ван     | Да Го                    |
| Сан Пин        | Да Куй                   |
| Сюй Фань       | Цинь Эрсао               |
| Джейси Чан     | Жуй Гэ                   |
| Хироюки Икеучи | Ямагути                  |
| Чжан Ланьсинь  | Юко                      |
| Энди Лау       | школьный учитель (камео) |

## Производство
Съемки фильма проходили сначала в провинции Ляонин, затем в провинции Шаньдун с 16 октября по 30 декабря 2015 года.

## Релиз
1 сентября 2016 года «Well Go Entertainment» объявила о приобретении фильма для распространения на англоязычных территориях (включая Северную Америку, Великобританию, Австралию и Новую Зеландию). Премьера в США состоялась 6 января 2017 года.

## Кассовые сборы
Фильм собрал 215 миллионов юаней (30 100 000 долларов) за первый уик-энд в Китае. Общие сборы в Китае составили почти 700 миллионов юаней.

## Критика
На сайте Rotten Tomatoes фильм имеет рейтинг 39 % на основе 33 рецензий со средним баллом 5.5 из 10. На сайте Metacritic фильм имеет оценку 47 из 100 на основе 12 рецензий критиков, что соответствует статусу «смешанные или средние отзывы».